# Orkanen Helene 2006
Ej att förväxla med Orkanen Helene 2024
Orkanen Helene var den fjärde orkanen och den åttonde namngivna stormen i den Atlantiska orkansäsongen 2006. Helene var en långlivad Kap Verde-typ orkan som nådde kategori 3-styrka.
Orkanen Helene orsakade minimala skador till den norra delen av Brittiska öarna, då som ett extratropiskt system.

## Stormhistoria

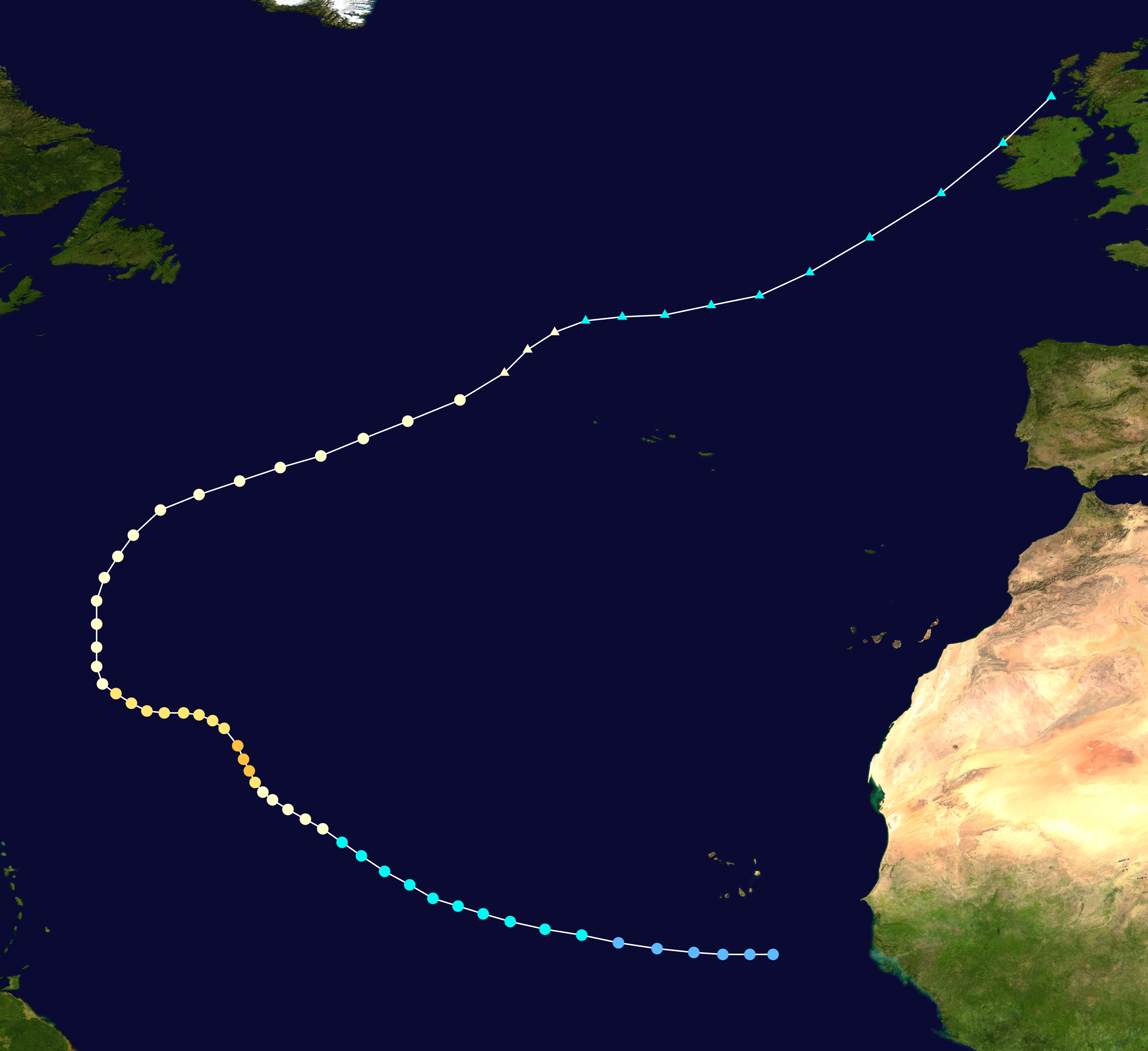
Helenes bana

Den tropiska stormen Helene bildades den 13 september 2006 sydväst om Kap Verde-öarna, det fanns då tre namngivna oväder på Atlanten samtidigt: den avtagande Orkanen Florence vid Newfoundland, den mer kraftiga Orkanen Gordon ute på Atlanten norr om Antillerna och stormen Helene. Den 16 september förstärktes den till en orkan och nådde kategori 3-styrka den 17 september. Den 18 september befann sig orkanen cirka 1400 kilometer nordost om Antillerna och hade en vindstyrka på 205 km/h (57 m/s).
Orkanen vred sig i en vid båge öster om Bermuda, från den ursprungliga nordvästliga banan mot Nordamerika till en nordöstlig bana mot Europa. Efter att ha ändrat riktning öster om Bermuda så försvagades Helene och blev slutligen extratropisk den 24 september.